# Gelové zvlákňování
Gelové zvlákňování (angl.:gel spinning, něm.: Gelspinnen)
je způsob výroby syntetických vláken z molekulárního roztoku.
Technologie je známá od roku 1957, pod tímto označením byla v roce 1979 patentována a prakticky se používá od začátku 80. let minulého století.

## Princip
Neorientované, zauzlené uhlíkové řetězce s molární hmotností nad 1 milion se rozpustí v polymerním roztoku. Po zvláknění vzniká ve srážecí lázni síť řetězců s rosolovitým charakterem, která se dá v několika stupních až tisícinásobně dloužit. Vlákna mají zpravidla tím vyšší pevnost, čím nižší je orientace řetězců v roztoku.
Postup výroby při zvlákňování se dá rozdělit na tři části:
- rozpouštění PE při 100 °C
- protlačování roztoku tryskou (otvory o průměru 0,5-1 mm) do studené vodní lázně
- dloužení za studena – sušení – dloužení při cca 140 °C.

## Použití
Gelové zvlákňování se používá převážně při výrobě polyethylenových vláken s vysokou tažnou pevností (např. Dyneema ® se specifickou pevností 2,65 GPa a modulem 87 GPa). Na tento způsob se však dá také zvlákňovat např. PAC nebo PVC.